# Witold-Gombrowicz-Literaturpreis
Der Witold-Gombrowicz-Literaturpreis (polnisch Nagroda Literacka im. Witolda Gombrowicza) ist eine polnische literarische Auszeichnung. Er wird für das bedeutendste Debüt eines Autors verliehen, das im Vorjahr auf Polnisch in Prosa erschienen ist. Als Debüt wird sowohl das erste als auch das zweite Buch eines Autors verstanden. Der Preis wird in Radom verliehen und ist mit 40.000 Złoty dotiert. Er wird vom Bürgermeister sowie vom Witold-Gombrowicz-Museum organisiert.

## Jury
Die siebenköpfige Jury setzte sich für die Jahre 2016–2019 aus Jerzy Jarzębski (Vorsitz), Ewa Graczyk, Anna Kałuża, Zofia Król, Zbigniew Kruszyński, Józef Olejniczak, Justyna Sobolewska zusammen.

## Preisträger
| Jahr | Preisträger/-in    | Titel                                       | Finalisten |
| ---- | ------------------ | ------------------------------------------- | --- |
| 2016 | Maciej Hen         | Solfatara                                   | Agnieszka Kłos: Gry w Birkenau Maciej Płaza: Skoruń Tomasz Wiśniewski: O pochodzeniu łajdaków, czyli opowieści z metra                                                         |
| 2016 | Weronika Murek     | Uprawa roślin południowych metodą Miczurina | Agnieszka Kłos: Gry w Birkenau Maciej Płaza: Skoruń Tomasz Wiśniewski: O pochodzeniu łajdaków, czyli opowieści z metra                                                         |
| 2017 | Anna Cieplak       | Ma być czysto                               | Salcia Hałas: Pieczeń dla Amfy Natalia Fiedorczuk-Cieślak: Jak pokochać centra handlowe Aleksander Wenglasz: Zdjęcie inaczej zabić Aleksandra Zielińska: Bura i szał           |
| 2018 | Marcin Wicha       | Rzeczy, których nie wyrzuciłem              | Grzegorz Bogdał: Floryda Aleksandra Lipczak: Ludzie z Placu Słońca Adam Robiński: Hajstry. Krajobraz bocznych dróg Paweł Sołtys: Mikrotyki                                     |
| 2019 | Olga Hund          | Psy ras drobnych                            | Katarzyna Pochmara-Balcer: Lekcje kwitnienia Jakub Tabaczek: Czytajcie, co jest Wam pisane Anna Wiśniewska-Grabarczyk: Porzeczkowy Josef Łukasz Zawada: Fragmenty dziennika SI |
| 2020 | Barbara Sadurska   | Mapa                                        | Joanna Gierak-Onoszko: 27 śmierci Toby’ego Obeda Dorota Kotas: Pustostany Natalka Suszczyńska: Dropie Urszula Zajączkowska: Patyki, badyle                                     |
| 2021 | Aleksandra Lipczak | Lajla znaczy noc                            | Maciej Bobula: Szalejów Dominika Horodecka: Wdech i wydech Jolanta Jonaszko: Portrety Maciej Topolski: Niż                                                                     |
| 2022 | Barbara Wozniac    | Niejedno                                    | |
| 2023 | Jakub Nowak        | To przez ten wiatr                          | |
| 2024 | Grzegorz Bogdał    | Idzie tu wielki chłopak                     | |